# Овчехълмска околия
Овчехълмска околия е бивша административна административна единица в Източна Румелия.

## История
Наследник е на Коюн тепе наясъ, която е била част от Филибииската кааза.
По силата на Закона за административното деление на Източна Румелия от 29 ноември 1879 г. областта е разделена на шест департамента (окръга) и двадесет и осем кантона (околии). Спрямо закона тя е част от Пловдивския департамент, като за неин административен център е определено село Голямо Конаре (дн.Съединение). След Съединението на Княжество България с Източна Румелия Овчехълмска околия става част от Пловдивско окръжие.
Закрита през 1901 г. като е разделена между Панагюрска, Пазарджишка и Пловдивска околия.